# Alfonso Pastor
Alfonso Pastor (ur. 4 października 2000 w Bujalance) – hiszpański piłkarz grający na pozycji bramkarza w Levante UD.

## Kariera klubowa
Jest wychowankiem Bujalance. W czasach juniorskich trenował także w klubach: Séneca oraz Sevilla Atlético.
W 2019 roku dołączył do drużyny Sevilla Atlético, będącego drugim zespołem Sevilli FC, jednak w tym czasie zadebiutował w międzynarodowych rozgrywkach w pierwszej drużynie. Został powołany do składu Sevilli na mecz przeciwko Qarabağ FK w Lidze Europy 2019/2020, jednak nie wystąpił w nim. Swój debiut zaliczył w meczu przeciwko Chelsea F.C. w Lidze Mistrzów w sezonie 2020/2021, w którym hiszpański klub przegrał 0:4.
16 sierpnia 2022 został wypożyczony na jeden sezon do CD Castellón.

## Kariera reprezentacyjna
Wystąpił w jednym meczu kadry U-17 reprezentacji Hiszpanii.

## Statystyki kariery

### Klubowe
(aktualne na dzień 30 czerwca 2023)
| Klub                | Sezon              | Liga               | Liga  | Liga   | Puchar kraju | Puchar kraju | Europa | Europa | Suma  | Suma   |
| Klub                | Sezon              | Liga               | Mecze | Bramki | Mecze        | Bramki       | Mecze  | Bramki | Mecze | Bramki |
| ------------------- | ------------------ | ------------------ | ----- | ------ | ------------ | ------------ | ------ | ------ | ----- | ------ |
| Sevilla B           | 2018/2019          | Segunda División B | 1     | 0      | 0            | 0            | 0      | 0      | 1     | 0      |
| Sevilla B           | 2019/2020          | Segunda División B | 17    | 0      | 0            | 0            | 0      | 0      | 17    | 0      |
| Sevilla B           | 2020/2021          | Segunda División B | 18    | 0      | 0            | 0            | 0      | 0      | 18    | 0      |
| Sevilla B           | 2021/2022          | Segunda División B | 12    | 0      | 0            | 0            | 0      | 0      | 12    | 0      |
| Sevilla B           | Łącznie            | Łącznie            | 48    | 0      | 0            | 0            | 0      | 0      | 48    | 0      |
| CD Castellón (wyp.) | 2022/2023          |                    | 34    | 0      | 0            | 0            | 0      | 0      | 34    | 0      |
| Sevilla             | 2023/2024          | Primera Division   | 0     | 0      | 0            | 0            | 0      | 0      | 0     | 0      |
| Łącznie w karierze  | Łącznie w karierze | Łącznie w karierze | 82    | 0      | 0            | 0            | 0      | 0      | 82    | 0      |

### Reprezentacyjne
(aktualne na dzień 29 marca 2022)
| Reprezentacja  | Rok  | Mecze | Bramki |
| -------------- | ---- | ----- | ------ |
| Hiszpania U-17 | 2017 | 1     | 0      |
| Suma           | Suma | 1     | 0      |

## Sukcesy
- Liga Europy UEFA (1x): 2019/2020
- Finalista Superpucharu UEFA (1x): 2020
- Finalista Mistrzostw Świata UEFA U-17 (1x): 2017